# بيدرو دانيال غوميز
بيدرو دانيال غوميز (بالإسبانية: Pedro Daniel Gómez) هو عداء مشي مكسيكي، ولد في 31 ديسمبر 1990.

## وصلات خارجية
- بيدرو دانيال غوميز على موقع الاتحاد الدولي لألعاب القوى (الإنجليزية)
- بيدرو دانيال غوميز على موقع اللجنة الأولمبية الدولية (الإنجليزية)
- بيدرو دانيال غوميز على موقع أوليمبيديا (الإنجليزية)